# Коськівці
Коські́вці — пасажирський залізничний зупинний пункт Тернопільської дирекції Львівської залізниці.
Розташований у селі Малі Кусківці, Лановецький район Тернопільської області на лінії Тернопіль — Ланівці між станціями Збараж (34 км) та Ланівці (5 км).
Станом на травень 2019 року щодня дві пари дизель-потягів прямують за напрямком Ланівці — Тернопіль-Пасажирський.